# キラッキラーズ
キラッキラーズは、かつてSMA NEET Projectで活動していたお笑いトリオ。2001年結成。2010年解散。

## メンバー
- キャプテン渡辺（キャプテン わたなべ、1975年（昭和50年）10月20日 - ）
本名：渡辺 峰人（わたなべ みねひと）
静岡県静岡市出身。
身長182cm、血液型A型。
放送芸術学院卒業。
これまでには「渡辺キャプテン」の芸名表記もあった。
- ジャック豆山（ジャック まめやま、1976年（昭和51年）4月15日 - ）
本名：松山 真悟（まつやま しんご）
兵庫県尼崎市出身。
身長177cm、血液型A型。
放送芸術学院卒業。
かつては、お笑いコンビ『牛肉オレンヂ』（ニュースタッフエージェンシー所属、当時の相方はフラミンゴの辻本耕志）の「牛肉」として活動、牛肉オレンヂ解散後はピン芸人『ぎゅうにく』として活動していた。
2010年（平成22年）5月よりニュースタッフエージェンシーへ再び移籍、元マッドドックスの吉田一人とコンビ『ザ・マルチ』を結成するも数ヶ月で解散。
その後、再びHEET PROJECT→NEET PROJECTに戻り、元「☆ルリヲ☆」の金指悠太郎と共に『いちじきかちょー』（後に『豆フル金フル』に改名）を結成したが2015年に解散。
しばらく「豆山しんご」の名でピン芸人で活動し、2016年2月より元「ルーシー」「ぼーなすとらっく」の木村直博と「まめのき」として活動していたが、2019年12月で解散。解散後はピンで活動していたが、2023年に元「お団子まんじゅう」の古澤と元「すっきりソング」の植田マコトと「シャトーMK」を結成。M-1グランプリ2023では3回戦に進出した[1]。
- 松本 りんす（まつもと りんす、1977年（昭和52年）11月10日 - ） 
本名：松本 直樹（まつもと なおき）
兵庫県西脇市出身。
身長173cm、血液型A型。
高山短期大学卒業。
名古屋NSC8期生。
2011年8月から小田祐一郎と『だーりんず』で「松本りんす」として活動。

## 略歴・概説
コント中心に活動。日常の風景を演じた後、動きがスローモーションになり音楽がかかる「ドラマチックコント」という持ちネタがあった。キングオブコントでは2008は2回戦、2009では3回戦まで進出。
渡辺は田中慎之介（ハッピーエンド）、永島知洋（お先にどうぞ）、むねもっちの2人とユニット「スーパー5」としても活動していた。
2010年（平成22年）1月9日解散。3人はそれぞれ個人で活動。キャプテン渡辺は、解散直後に出場したR-1ぐらんぷり2010（1回戦出場日が解散翌日の1月10日）において準決勝進出。

## 出演
- 爆笑オンエアバトル（NHK総合）戦績0勝2敗 最高289KB 
  - 2回目の挑戦ではジャックの元相方の辻本がいるフラミンゴと共演。
- キャラ☆キング（テレビ朝日制作、テレ朝チャンネル・独立UHF局各局他） - 『妖怪お坊ちゃま』のキャラクターで出演
- お笑い図鑑 ハマヌキ（テレビ神奈川）
- イツザイ（テレビ東京）- 2008年（平成20年）10月25日「インディーズ芸人オーディション」、キャッチコピーは「R30トリオ」
- お笑いメリーゴーランド（TBSテレビ）- 2009年（平成21年）1月6日（第3回）、「1組1ネタチーム」で出演

渡辺のみの出演については、キャプテン渡辺#出演の節を参照。

## 作品
- ちょっぴり恥ずかしいけど笑ってほしいから見てほしい　―SMAお笑いカーニバル総集編―（2017年2月17日、ゴマブックス）[2]